# Sengilej
Sengilej (rusky Сенгилей) je město v Uljanovské oblasti v Ruské federaci. Při sčítání lidu v roce 2010 měl bezmála sedm tisíc obyvatel.

## Poloha
Sengilej leží na východním okraji Povolžské vrchoviny na pravém, západním břehu Kujbyševské přehradní nádrže na Volze. Od Uljanovska, správního střediska oblasti, je vzdálen přibližně sedmdesát kilometrů jižně.

## Dějiny
V roce 1666 zde nechal simbirský vojvoda Ivan Ivanovič Daškov postavit pevnost a osídlení, které dostalo jméno Sengilejevskaja sloboda. Jméno bylo podle říčky Sengilejky, která se zde vlévá do Volhy. Jména říčky je původně z jazyka erzja, kde seng laj znamená přítok řeky.
V roce 1780 byla vesnice povýšena na město pojmenované Sengilej. Status města ztratil Sengilej v roce 1925, ale už v roce 1928 získal status sídlo městského typu. Od roku 1943 je opět městem.
V padesátých letech dvacátého století bylo staré městské centrum zaplaveno vzdutím Kujbyševské přehrady.

### Rodáci
- Vladimir Valentinovič Krylov (* 1964), sprinter